# Body Count
Body Count is de metalband van de Noord-Amerikaanse rapper Ice-T. De band werd gevormd in Los Angeles in 1990 en is de voorloper van veel bands die metal met rap samenvoegden. Hoewel Ice-T een grootheid in de hiphop en rap is, werd er op de eerste drie albums echter weinig gerapt.
Het eerste album dat Body Count uitbracht (getiteld Body Count) was een aanklacht gericht tegen racisme en criminaliteit in South Central Los Angeles, maar sneerde ook naar corrupte politie. Het nummer "Cop Killer" zorgde voor grote controverse.

## Genre
In de beginjaren van Body Count was het een band die pure heavy metal combineerde met het hardcore punk-genre, aangevuld met teksten rond het getto-thema, zoals die ook in menig hiphop/rap-teksten te vinden zijn, waaronder die van Ice-T zelf. Naarmate de band langer bestond, werden de eigenschappen van het hardcore punk-genre steeds meer naar de achtergrond geschoven, wat ervoor zorgde dat de muziek van Body Count steeds meer in de richting van rapcore ging. Toen het debuutalbum van de band werd uitgebracht zei Ice-T dat "het een rockalbum met een rapmentaliteit is". Ice T zei later dat "toen we begonnen met de band we niet een rap/rockband wilden zijn. Ik wilde de hardcore metal weer laten terugkomen! Als je het eerste album beluistert, merk je dat ik niet eens rap! Ik was niet van plan om te gaan optreden met een band zoals Korn... Ik wilde optreden met Slayer!"

## Discografie

### Singles en ep's
- Body Count (cd-ep, 1992)
- There Goes the Neighborhood (single, 1992)
- Born Dead (cd-single, 1994)
- Necessary Evil (cd-single, 1994)

### Studioalbums
- Body Count (1992, later dat jaar heruitgebracht zonder het nummer "Cop Killer")
- Born Dead (1994)
- Violent Demise: The Last Days (1997)
- Murder 4 Hire (2006)
- Manslaughter (2014)
- Bloodlust (2017)
- Carnivore (2020)

## Videografie

### Videoclips
- The Winner Loses (1992)
- There Goes the Neighborhood (1992)
- Body Count's In The House (1992)
- Hey Joe (1993)
- Born Dead (1994)
- Necessary Evil (1994)
- Medley: Masters of Revenge/Killin' Floor/Drive By/Street Lobotomy (1994)
- I Used to Love Her (1997)
- Relationships (2006)

### Live DVDs
- Murder 4 Hire (2004)
- Live in LA (2005)
- Smoke Out Festival Presents: Body Count (2005, opgenomen in 2003)